# Coelioxys guptai
Coelioxys guptai là một loài Hymenoptera trong họ Megachilidae. Loài này được Schwarz mô tả khoa học năm 1999.